# Killl
Killl war eine norwegische Metal-Band. Seit ihrer Gründung 2003 hatten Killl keine Tonträger veröffentlicht, da das Konzept der Band ausschließlich Live-Auftritte mit einem starken und untrennbaren visuellen Element vorsah. Erst 2011 erschien dann als Debüt ein DVD-/CD-Set aus Live-Mitschnitten.

## Geschichte
Die Band wurde im Jahr 2003 für einen Einzelauftritt beim Ultima Oslo gegründet, dem größten norwegischen Festival für zeitgenössische Musik. Ihr Repertoire entwickelte sie innerhalb von 3 Tagen, es war von Anfang an nur für Live-Auftritte gedacht. Nach dem ersten Konzert folgten Anfragen für weitere Auftritte, weshalb die Band bestehen blieb und ihr Programm insbesondere visuell immer weiter ausbaute. Später traten sie ohne ihren Lichttechniker nicht auf. Die Band gastierte unter anderem im Elektroakustischen Salon des Berghain und beim Donaufestival, trotz einigen Erfolges blieb die Band aber ein Nebenprojekt der beteiligten Musiker.
2012 gab die Band noch einige Konzerte, veröffentlichte eine Live-LP und löste sich dann auf.

## Stil und Rezeption
Die Band nannte ihren Stil selbst „stroboskopischen Avant-Metal“, Einflüsse seien die Stile, die jedes der Mitglieder aus „seinem“ Musikstil mitbrachte, nämlich Metal, extreme elektronische Musik und Hardcore Punk (die Mitglieder stammen aus Bands wie JR Ewing, Jaga Jazzist, No Place To Hide und Single Unit). Die deutsche Spex umschrieb ihren Stil als zwischen Noise, Speed- und Black Metal changierend.
Rock-a-Rolla sprach von „krampfauslösenden Performances“, während Spex resümierte, dass die „Konzerte visuell und akustisch einem Gewitter“ gleichkämen, mit diesen würden sie „auf dem schmalen Grat zwischen der schneidenden Präzision digitalen Soundprocessings und der Bühnenwucht von Speed, Thrash-Metal und Noise das Maximum an körperlicher Überwältigung“ anstreben.

## Diskografie
- 2011: Killl (DVD/CD-Set)
- 2012: Killl - Live At Henie Onstad (LP)